# Selm
Selm is een stad en gemeente in de Duitse deelstaat Noordrijn-Westfalen, gelegen in de Kreis Unna. De gemeente telt 25.802 inwoners (31 december 2020) op een oppervlakte van 60,34 km². De voormalige proosdij Cappenberg ligt in de gemeente Selm.

## Stadsdelen

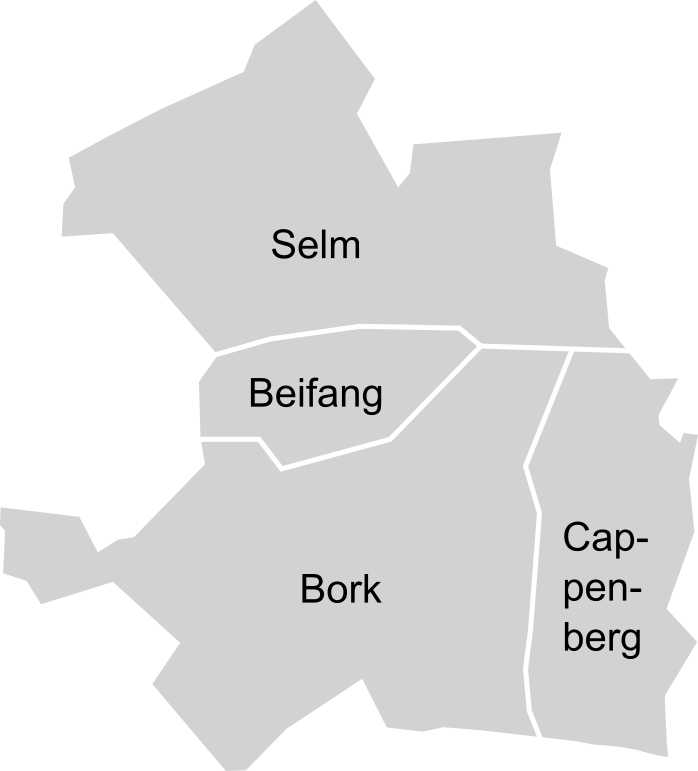
De stadsdelen van Selm.

Selm bestaat officieel uit vier stadsdelen (Selm en Beifang zijn aan elkaar vastgebouwd en vormen de facto één plaats):
- Selm, oorspronkelijk onderverdeeld in:
  - Dorfbauerschaft (dorpsboerschap)
  - Ondrup (aan de oostrand van Selm)
  - Ternsche, in het noordwesten
  - Westerfelde, aan de oost(!)grens van de gemeente
- Beifang, oorspronkelijk ( vanaf ca. 1910) vooral bestaande uit woonwijken voor mijnwerkers
- Bork, met de bijbehorende gehuchten:
  - Altenbork, ten westen van Bork
  - Hassel, ten zuidoosten van Bork
- Cappenberg, met het gehucht:
  - Netteberge, tussen Bork en Cappenberg in.

De gemeente had in januari 2019 in totaal 26.875 inwoners. Van hen was circa 44,0% rooms-katholiek, 27,1% evangelisch-luthers en 28,9% lid van een andere geloofsgemeenschap, dan wel atheïst.

## Ligging, verkeer, vervoer
De bodem van het grootste deel van de gemeente bevat op grotere diepte gesteentes uit het Krijt, waaronder mergel. Daaronder ligt een aardlaag uit het Carboon, die van nature steenkool bevat. Voor zover de winning van deze steenkool economisch lonend was, kan de steenkoolvoorraad naar de stand van wetenschap en techniek anno 2019 als uitgeput worden beschouwd. Maar fysiek is er op sommige plekken nog steenkool in de bodem aanwezig.
De gemeente wordt, hoewel ze landschappelijk gezien ten noorden van de Lippe, dus in het uiterste zuiden van het Münsterland ligt, officieel tot het Ruhrgebied gerekend. Dat betekent, dat bij streekplannen en andere besluitvorming door hogere overheden, die specifiek op het Ruhrgebied is gericht, ook de gemeente Selm wordt betrokken.

### Buurgemeentes
Selm grenst aan de volgende gemeentes (in de richting van de wijzers van de klok, in het noorden beginnend): Lüdinghausen, Nordkirchen (beide in de Kreis Coesfeld), Werne, Lünen (beide in de Kreis Unna), alsmede Waltrop en Datteln (beide in de Kreis Recklinghausen) en in het westen ten slotte Olfen (Kreis Coesfeld).

### Wegverkeer
De gemeente ligt aan de Bundesstraße 236 die van het naburige Olfen via Dortmund naar o.a. Iserlohn loopt. Een goede, 9 km lange verkeersweg loopt van Selm (stad) naar Lüdinghausen noordwaarts. Slaat men daar rechtsaf de Bundesstraße 58 op, dan bereikt men voorbij Ascheberg na 14 km afrit 79 van de Autobahn A1 Ruhrgebied- Münster - Bremen.
Wie over de B 236 van Selm 13 km of van Bork 9 km zuidwaarts naar Lünen rijdt, vindt enkele kilometers verder ten zuiden van Lünen afrit 14 van de Autobahn A2 Ruhrgebied- Bielefeld.

### Openbaar vervoer
In de gemeente Selm bevinden zich drie treinstations, en wel (van zuid naar noord) in Bork, Selm-Beifang en aan de noordrand van Selm. Hier, aan de spoorlijn Enschede -Dortmund v.v., stopt ieder uur een stoptrein tussen beide steden.
De streekbuslijn R19 rijdt van Lüdinghausen via Selm, Bork en Cappenberg naar het busstation te Lünen v.v. Deze bus rijdt overdag ieder uur, ook in de weekeinden.

### Waterwegen
Westelijk van Selm, in de gemeentes Olfen en Datteln loopt in noord-zuidrichting het Dortmund-Eemskanaal, dat te Datteln twee andere kanalen aansnijdt.
De rivier de Lippe stroomt ten zuidwesten en zuiden van stadsdeel Bork langs. De Lippe is alleen voor kano's en kleine plezierboten bevaarbaar. Een 1 km2 groot oevergebied langs de Lippe bij Bork is natuurreservaat.

## Economie
De zeer belangrijke holding Rethmann AG & Co. KG is statutair gevestigd te Selm. Dochtermaatschappijen hiervan zijn de wereldwijd opererende miljardenconcerns Rhenus te Holzwickede (logistiek) en Remondis (afvalverwerking en -recycling) te Lünen.
In stadsdeel Bork is een ambtelijke organisatie van de deelstaat Noordrijn-Westfalen gevestigd, die zich bezig houdt met speciale politieopleidingen, personeelsselectie bij en in enkele situaties ook toezicht op de politie. Het instituut draagt de naam Landesamt für Ausbildung, Fortbildung und Personalangelegenheiten der Polizei NRW.
In februari 2014 werd een ruim 12 hectare groot openluchtlaboratorium met testbanen met de naam Forschungs- und Technologiezentrum für Ladungssicherung geopend. Het is bedoeld voor onderzoek aan en rijproeven met vracht- en andere auto's, o.a. om systemen voor het bevestigen van lading op, aan en in vracht- en bestelauto's te testen. Het is geen overheidsinstelling, maar een commercieel bedrijf, dat autofabrieken e.d. als klanten heeft.
In de gemeente wonen betrekkelijk veel mensen, die hun werkkring elders hebben. Vroeger waren dat relatief veel mijnwerkers van de mijnen te Lünen. Selm huisvest ook forensen met een baan in Dortmund, op ruim 20 km naar het zuiden van Selm.
Schloss Cappenberg, en de omgeving daarvan, zijn geliefde doelen voor dagtoeristen uit o.a. Dortmund en omgeving. De aanwezigheid van faciliteiten voor mensen, die een meerdaagse fietsvakantie houden in het Münsterland, maken het toerisme tot een niet te verwaarlozen economische factor in de gemeente.

## Geschiedenis
De eerste schriftelijke vermelding van Selm dateert van 858, uit een document van het Sticht Herford („Seliheim“). Via  „Selheim“ en „Selhem“ ontstond de huidige naam „Selm“.
De plaats was een dorp dat in het algemeen tot het machtsgebied van het Prinsbisdom Münster of leenmannen daarvan behoorde. Na de Napoleontische tijd kwam het, zoals geheel Westfalen, in het Koninkrijk Pruisen, en vanaf 1871 in het Duitse Keizerrijk te liggen.
Van 1909 tot 1926 was in Selm-Beifang de kolenmijn Zeche Hermann in bedrijf, met als plaatselijke bijnaam: Zeche Elend (Ellende-mijn). Veel huizen in Beifang werden in de tijd dat deze mijn in bedrijf was, als mijnwerkerskolonie gebouwd. De Zeche Hermann was een van de diepste (800-950 meter, in 1923 meer dan 1050 meter onder de aardoppervlakte) van het gehele Ruhrgebied. In de Eerste Wereldoorlog werd een personeelstekort opgelost, door voor werk bovengronds en ondergronds overdag vrouwen toe te staan, mijnwerker te worden, maar vooral door Russische krijgsgevangenen als dwangarbeider in de mijn te werk te stellen. In de zeer diepe mijngangen was het erg vochtig en bijna onverdraaglijk heet (vandaar de bijnaam). In het jaar 1925, kort voor de sluiting van de mijn, dolven 3359 personeelsleden  528.991 ton steenkool. In juli van het daaropvolgende jaar werd de mijn gesloten; de arbeidsomstandigheden konden zonder extreem hoge kosten niet verbeterd worden. 3.300 Mensen waren op slag werkloos. De gemeente Selm werd door de Duitse regering tot economisch rampgebied verklaard. De hiermee samenhangende bijzondere steunmaatregelen konden pas in de jaren 1950 opgeheven worden.
In 1977 werd aan Selm het recht toegekend, zichzelf stad te noemen.
De laatste steenkoolmijn, die in Selm in bedrijf was, behoorde toe aan Bergwerk Ost te Hamm, en werd in 2010 gesloten.

## Bezienswaardigheden, toerisme, natuurschoon
- Het kasteel (voormalige proosdij) van Cappenberg met de bijbehorende cultuurhistorisch belangrijke kerk
- Selm kan nog tot het Münsterland gerekend worden, en ligt aan allerlei langeafstandsfietsroutes. Het treinstation van Beifang (zie boven) is voorzien van speciale faciliteiten voor fietsers.
- De evangelisch-lutherse Friedenskirche (voorheen: Fabianus- en Sebastiaankerk) te Selm dateert uit 1530. De toren is echter al 11e-eeuws. In de kerk zijn interessante plafondschilderingen aanwezig.
- De 674 ha grote bosgebieden Cappenberg- Oost en -West zijn natuurreservaat. Men kan er wandelingen maken.
- Ten noordwesten van Selm ligt de recreatieplas Ternscher See met camping, strandfaciliteiten, vakantiewoningen e.d.
- In een vroeg-19e-eeuws vakwerkhuis te Bork gevestigde [2] synagoge; af en toe te bezoeken, als er kunstexposities e.d. plaatsvinden.
- Landhuis (Burg) Botzlar te Selm-Beifang, eigendom van en gesponsord door Rethmann AG, huisvest een aantal afdelingen van het gemeentebestuur alsmede vrijwilligersorganisaties. Enkele vertrekken in dit voormalige kasteel dienen als expositieruimtes.
- Het voormalige herenhuis (Amtshaus) te Bork heeft ongeveer dezelfde functie als Burg Botzlar te Selm.

## Belangrijke personen in relatie tot de gemeente

### Geboren
- Godfried van Cappenberg (Cappenberg, circa 1096/1097 - Ilbenstadt, 13 januari 1127), graaf en premonstratenzer monnik en abt
- Godfrieds broer Otto van Cappenberg (circa 1100 - Cappenberg, 23 februari 1171) was van 1156 tot aan zijn dood proost van het klooster van Cappenberg en dooppeter van keizer Frederik I Barbarossa van het Heilige Roomse Rijk. Zie ook onder Cappenberg.

### Overleden
- Heinrich Friedrich Karl vom und zum Stein, officieel: Heinrich Friedrich Karl Reichsfreiherr vom und zum Stein (Nassau an der Lahn, 26 oktober 1757 – Slot Cappenberg, 29 juni 1831), vaak kortweg baron vom Stein genoemd, Pruisisch staatsman en hervormer
- Werner Sanß (* 2 april 1913 in Münster; † 5 mei 2004 in Selm), priester en vredesactivist (o.a. tegen de dienstplicht in Duitsland, de Vietnamoorlog en de nucleaire wapenwedloop), iemand die aandacht vroeg voor gediscrimineerde Roma en Sinti,  in 1988 eerste drager van de Aachener Friedenspreis.
- Günter Boas [3](* 15 februari 1920 in Dessau; † 14 december 1993 in Selm) Duits jazz- en bluesmuzikant (pianist, en blueszanger), pionier en journalist op het gebied van en concertorganisator van jazz in Duitsland kort na de Tweede Wereldoorlog.

### Overigen
- Walter Gerhold (Benolpe, 8 juni 1921 - Lünen, 2 maart 2013) Duits militair bij de marine tijdens de Tweede Wereldoorlog, woonde na de oorlog lange tijd in de gemeente Selm
- Chris Andrews (Romford, 15 oktober 1942), Brits-Duits zanger, inwoner van Selm
- Wolfram  Wuttke (* 17 november 1961 in Castrop-Rauxel; † 1 maart 2015 in Lünen), Duits profvoetballer (aanvallende middenvelder). Tussen 1979 en 1993 kwam hij in 299  Bundesliga-wedstrijden in actie en scoorde 66 maal. Tussentijds ( 1991/1992) speelde hij bij Espanyol Barcelona (Spanje). Tussen 1986-1988 was hij 15 maal Duits international, waarvan 11 maal voor het Duitse olympische elftal en maakte daarin 7 goals, waarvan 6 voor het olympische elftal. Wuttke woonde tot aan zijn dood in Selm, maar stierf in een ziekenhuis te Lünen.
- Theo Bleckmann (Dortmund, 28 mei 1966), Duits jazzzanger en componist, groeide op te Bork

## Partnergemeenten
- Walincourt-Selvigny, (Frankrijk, sinds 29 maart 1992)
- Workington, (Verenigd Koninkrijk, sinds 30 april 1994)
- Iwkowa, Polen, sinds 2016

## Trivia
- Een spoorweghalte in Selm-Beifang was oorspronkelijk niet gepland. Veel vermoeide mijnwerkers wilden na hun werk niet helemaal met de trein naar het ver noordelijk gelegen station Selm doorrijden en dan nog een uur of langer naar huis teruglopen. Zij trokken dus vaak ter hoogte van Beifang aan de noodrem en stapten vervolgens dicht bij huis uit de trein. Zelfs het veelvuldig bekeuren door de spoorwegpolitie maakte aan deze praktijk geen einde. In 1946 gingen de Spoorwegen door de knieën en kwam er een aparte treinhalte Beifang, die in de volksmond nog altijd Station Noodrem heet.
- In 1997 was Selm het decor van een protestactie door de ADAC en een plaatselijke motorsportclub tegen de wildgroei van het aantal verkeersborden. Een week lang waren 600 van de 1100 verkeersborden in Selm met een gele zak afgedekt. Na de actie werden 43 % van de borden wegens overbodigheid verwijderd. Deze actie tegen de verkeersbordenjungle, dit  Selmer Model is daarna door veel andere Duitse gemeentes nagevolgd, vaak met een soortgelijk resultaat als in Selm.

## Afbeeldingen

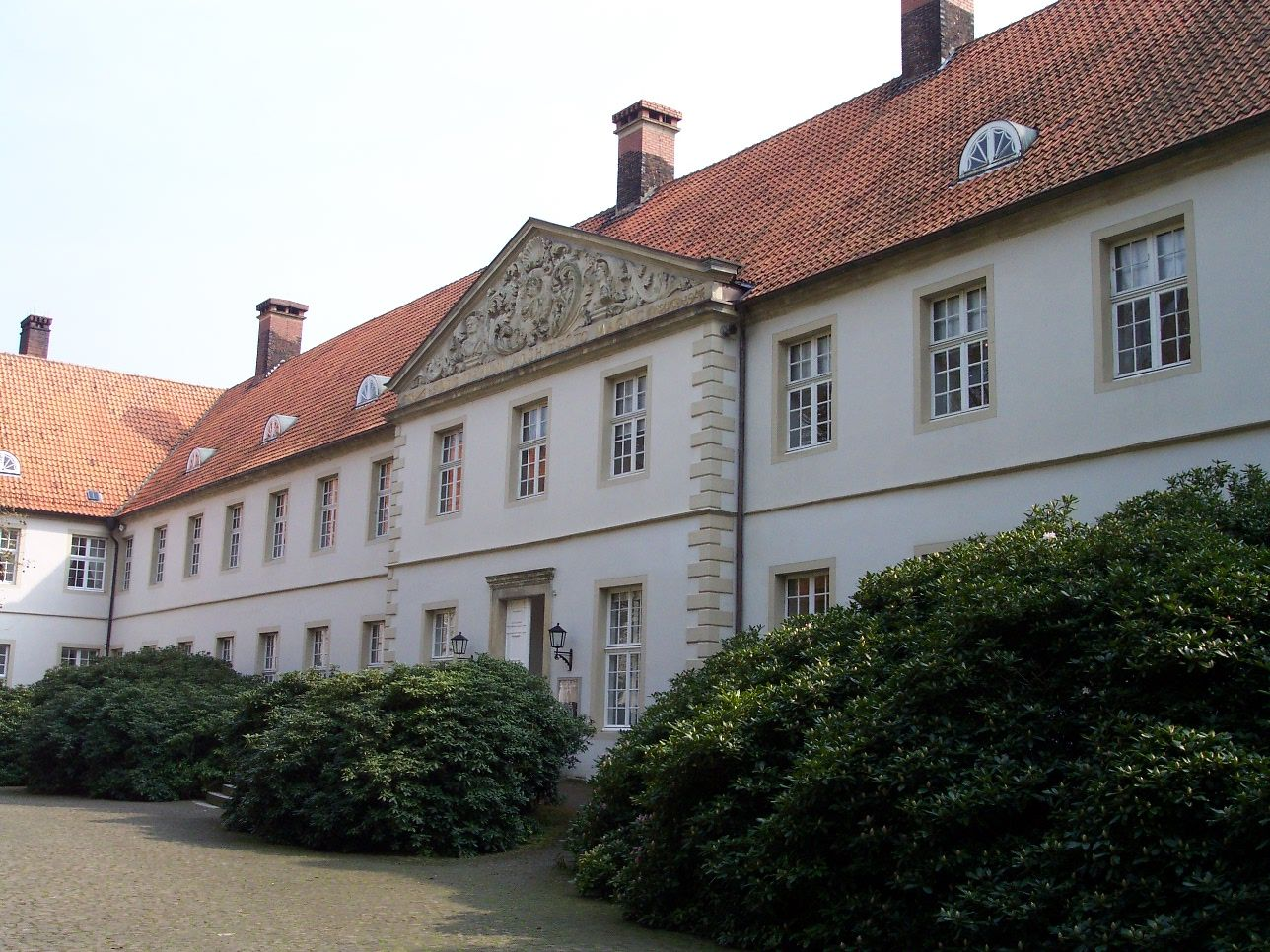
Schloss Cappenberg
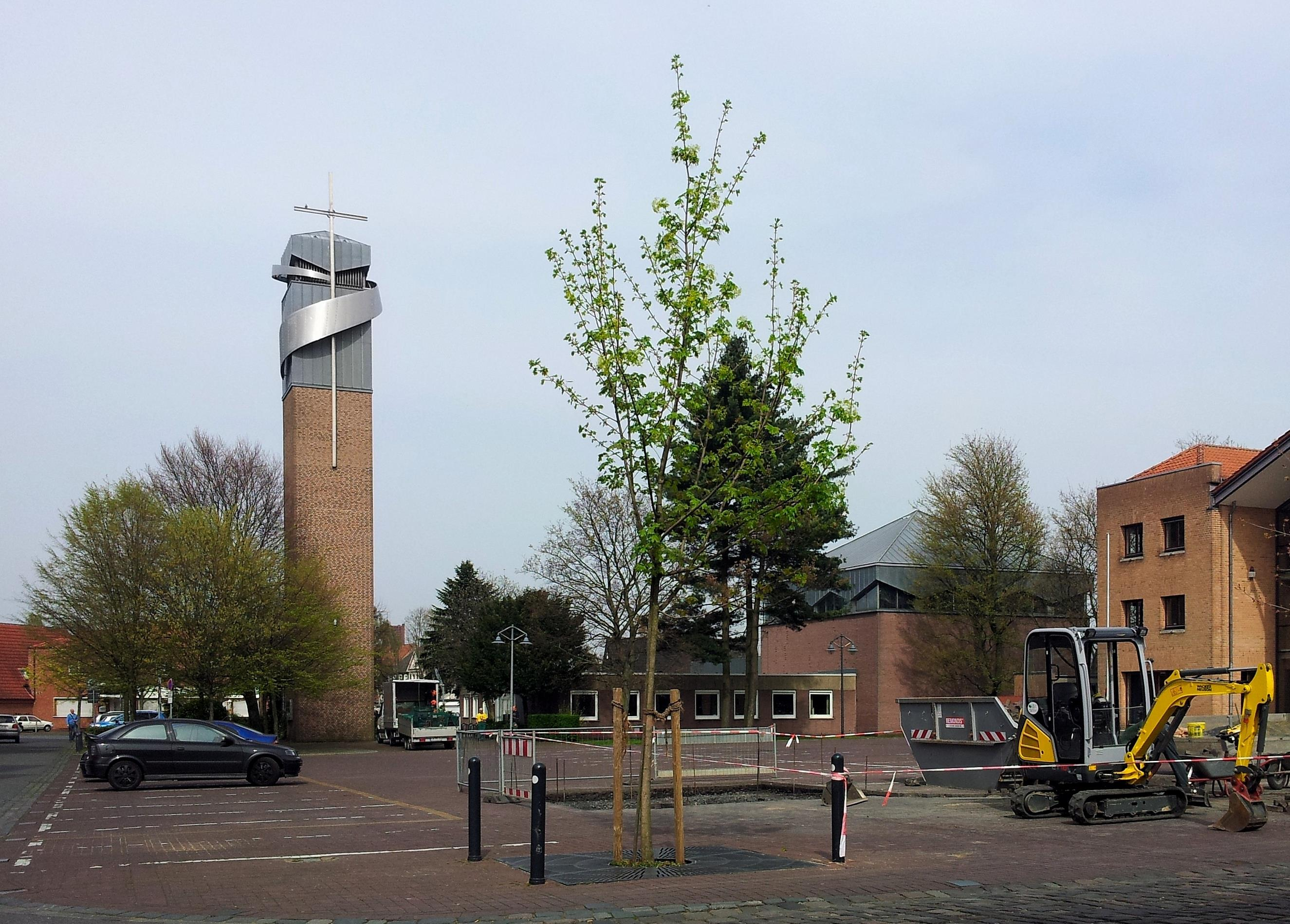
Willy-Brandt-Platz
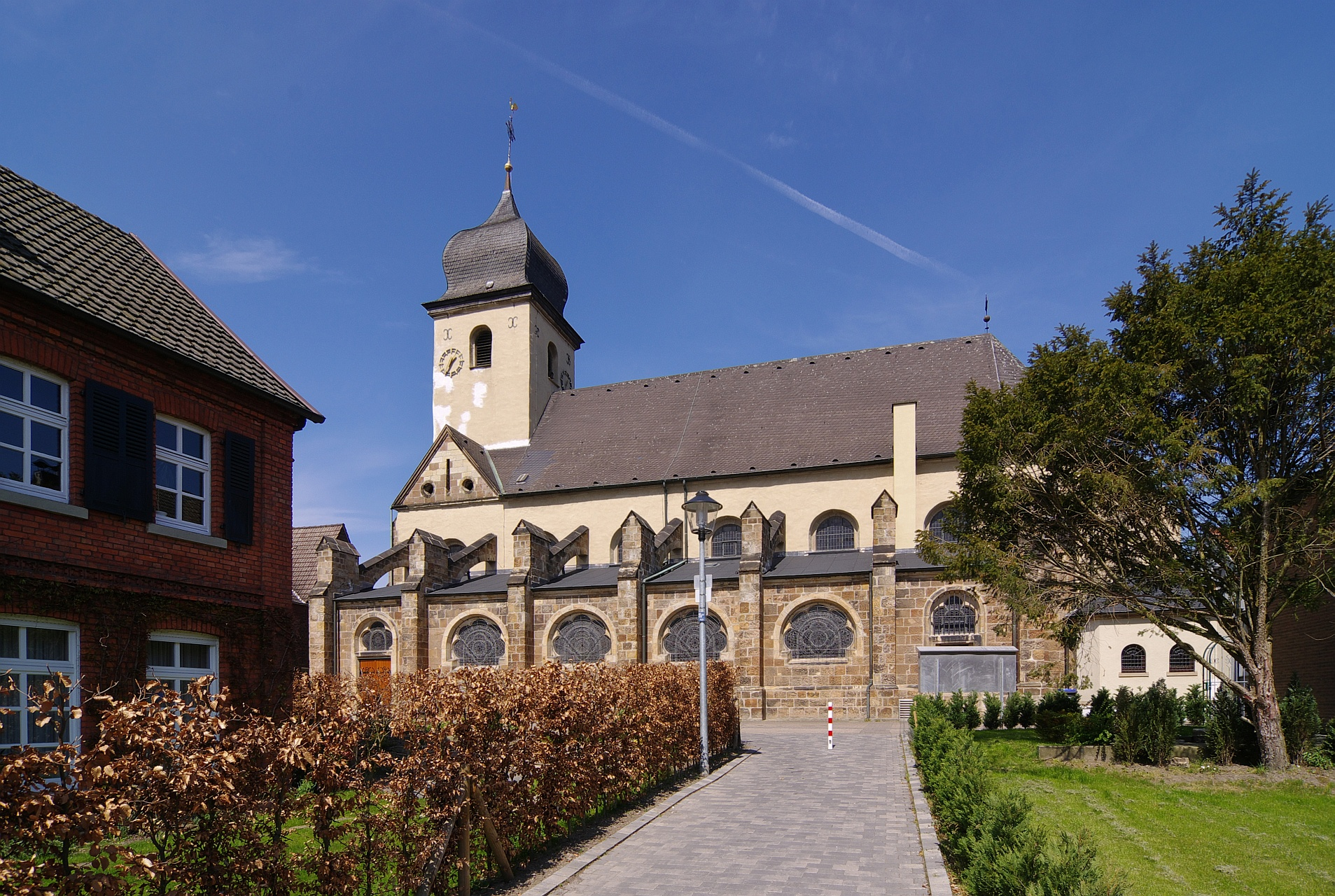
R.K. St.-Stevenskerk (Stephanus-Kirche), Bork (1724, barok)
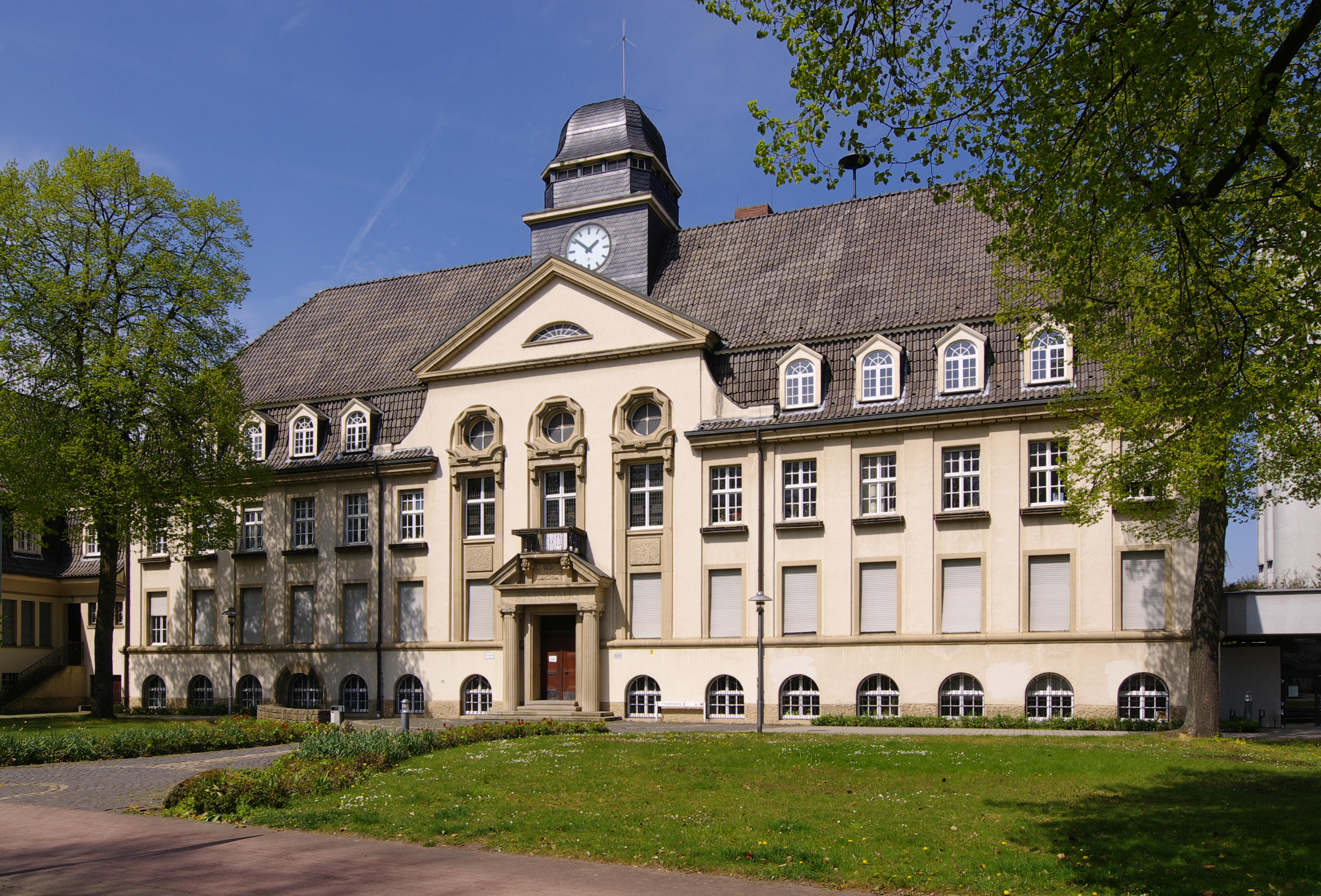
Amtshaus, Bork
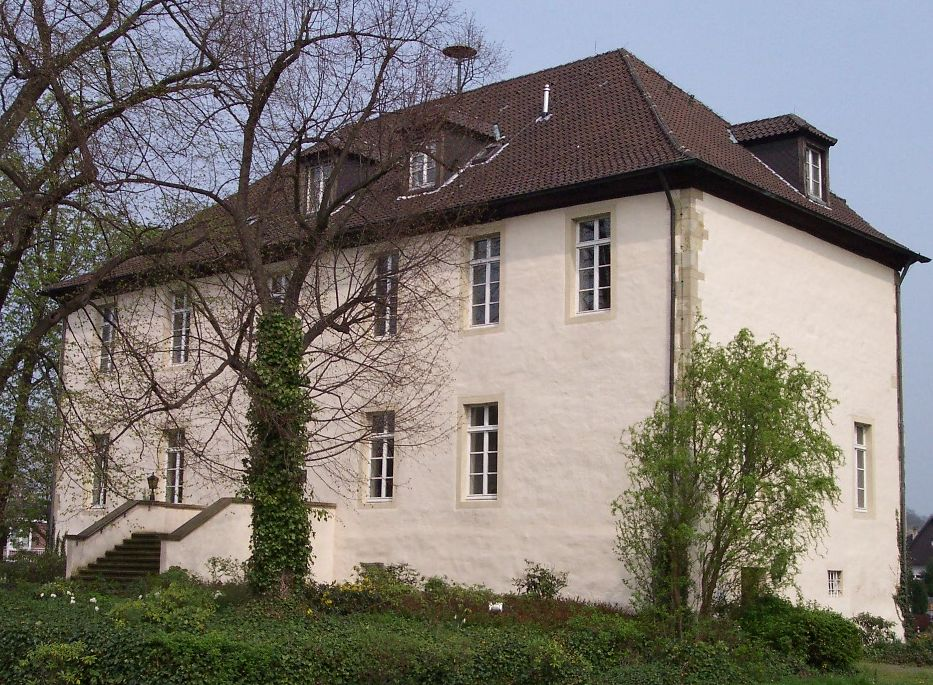
Landhuis Botzlar, Selm-Beifang
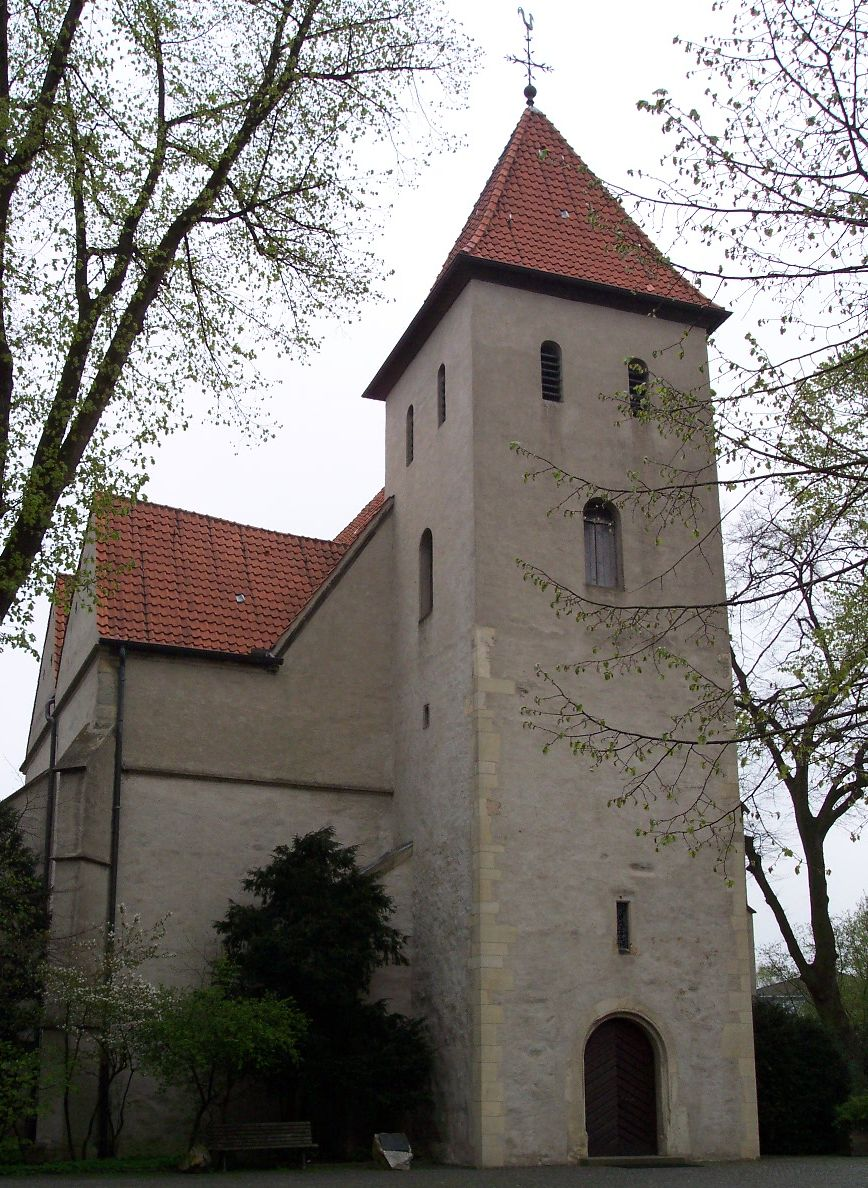
Friedenskirche, Selm
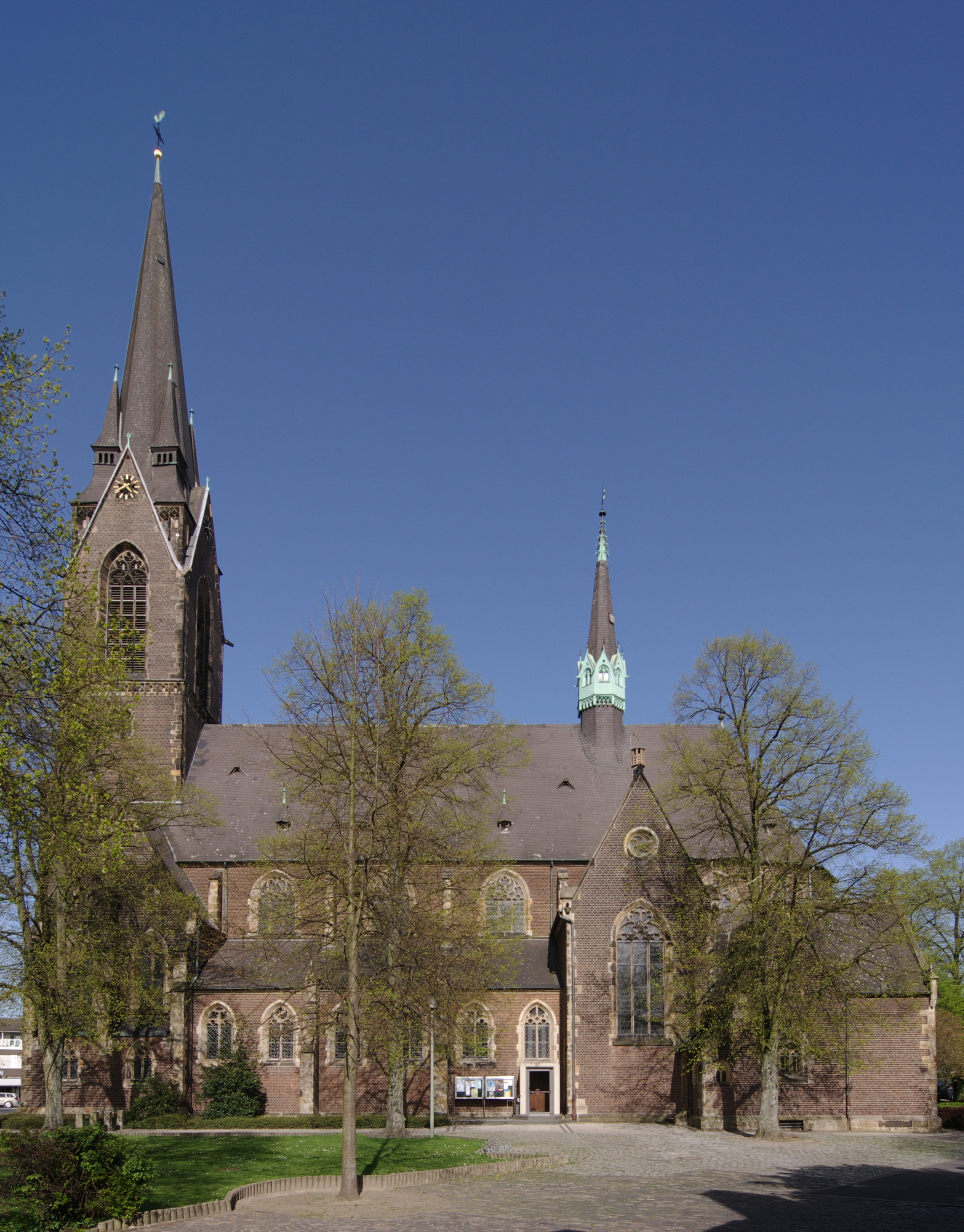
R.K. Ludgerikerk, Selm (plm. 1900)
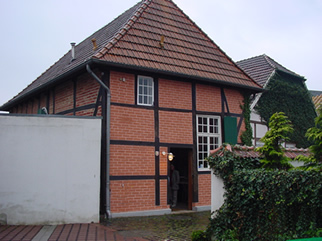
Synagoge
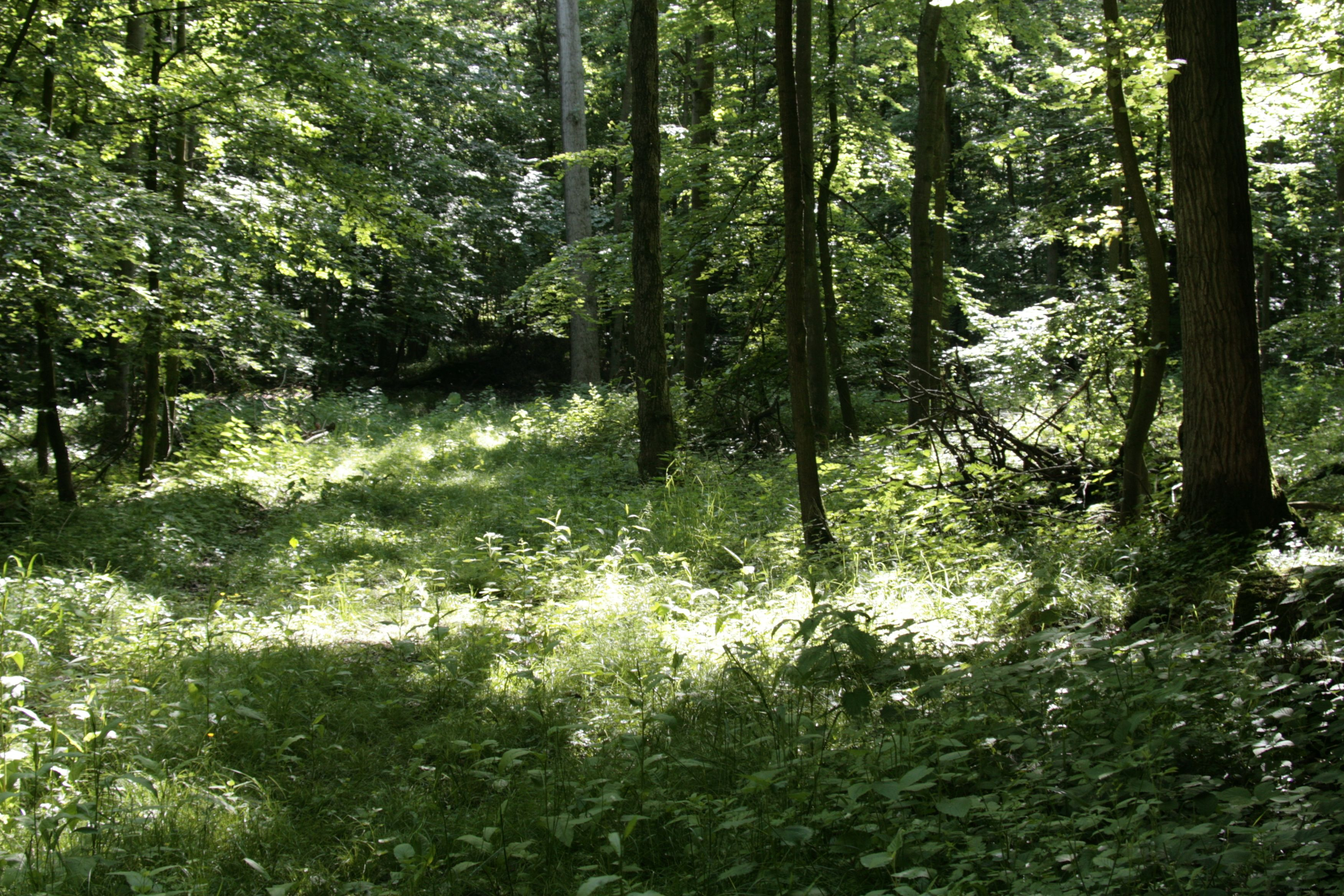
In de bossen bij Cappenberg
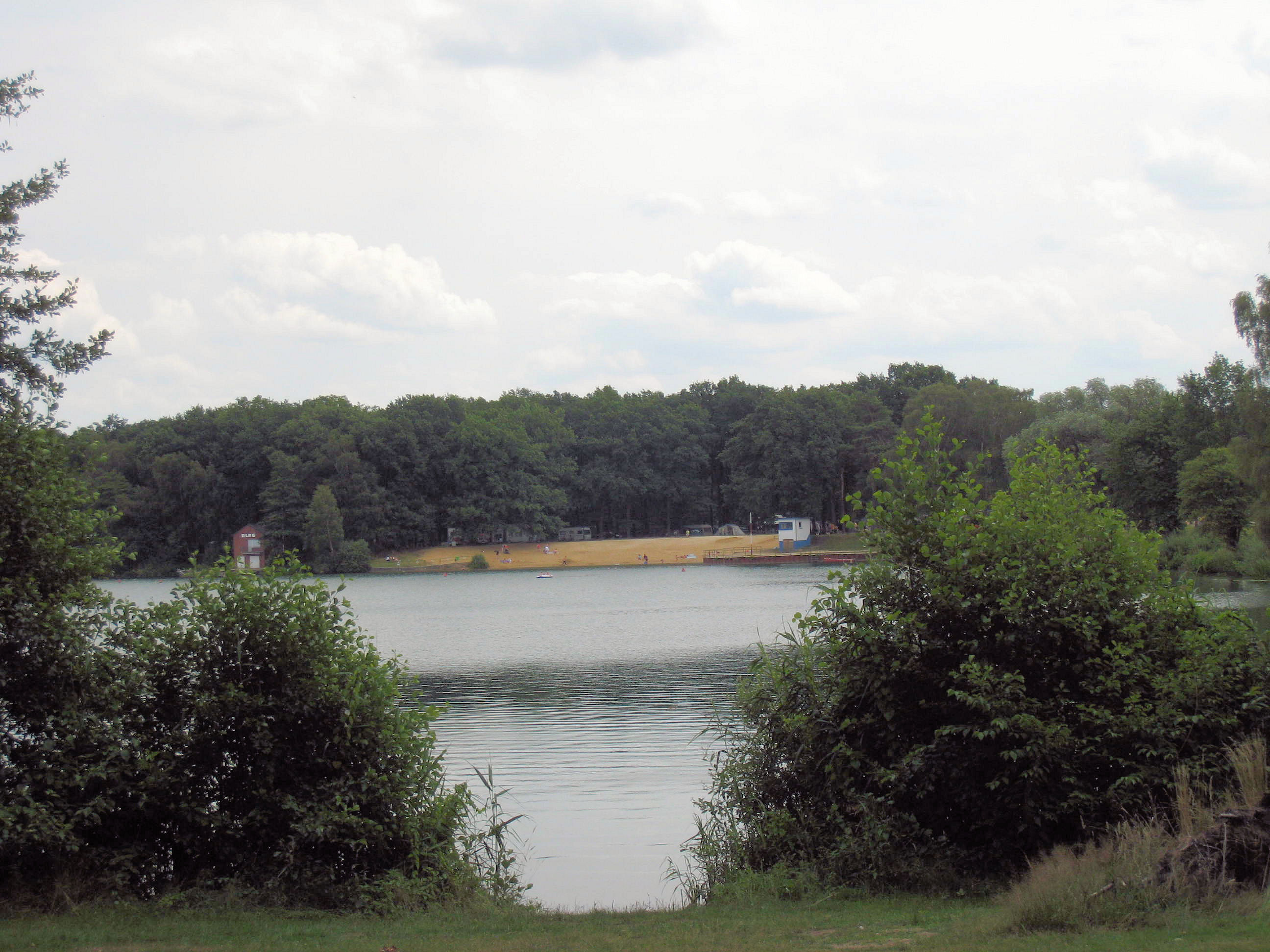
Recreatieplas Ternscher See
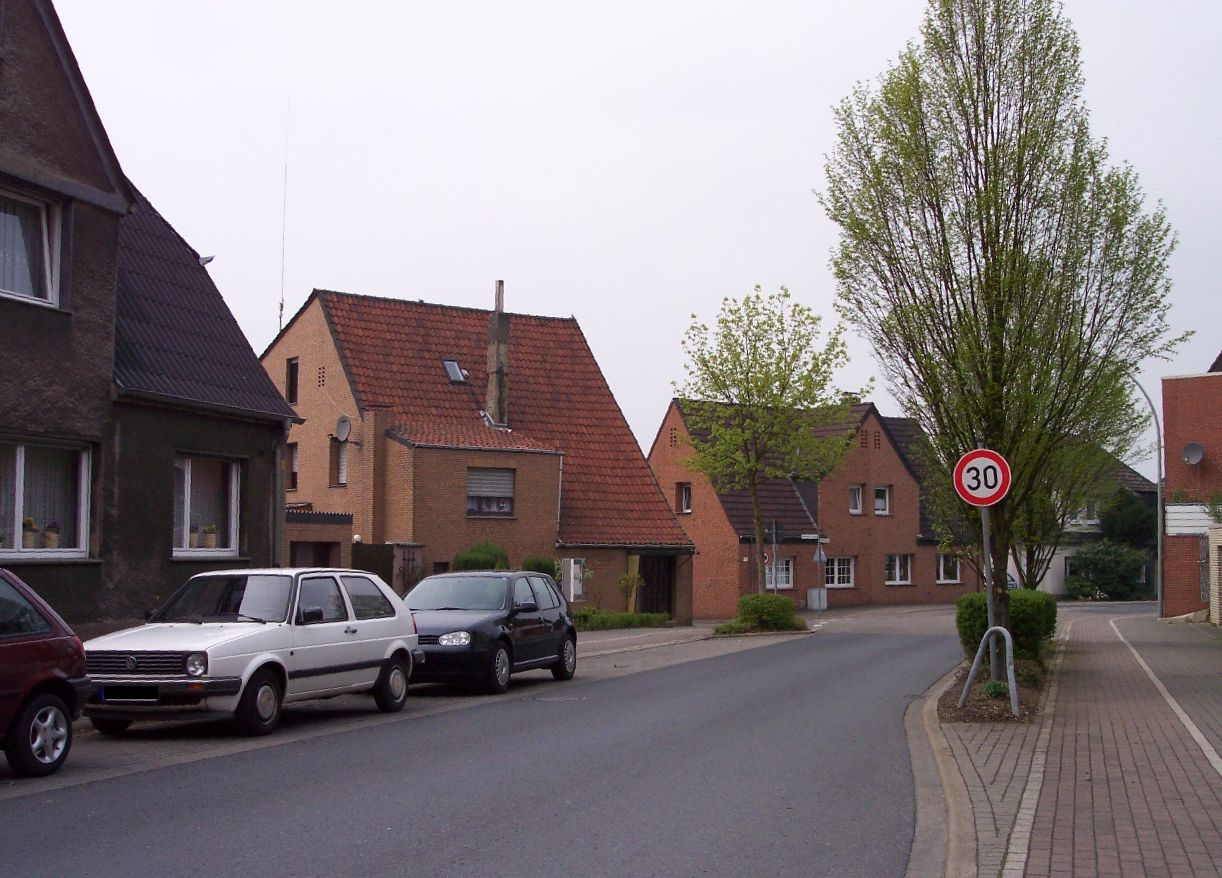
Mijnwerkerswoningen van de Zeche Hermann
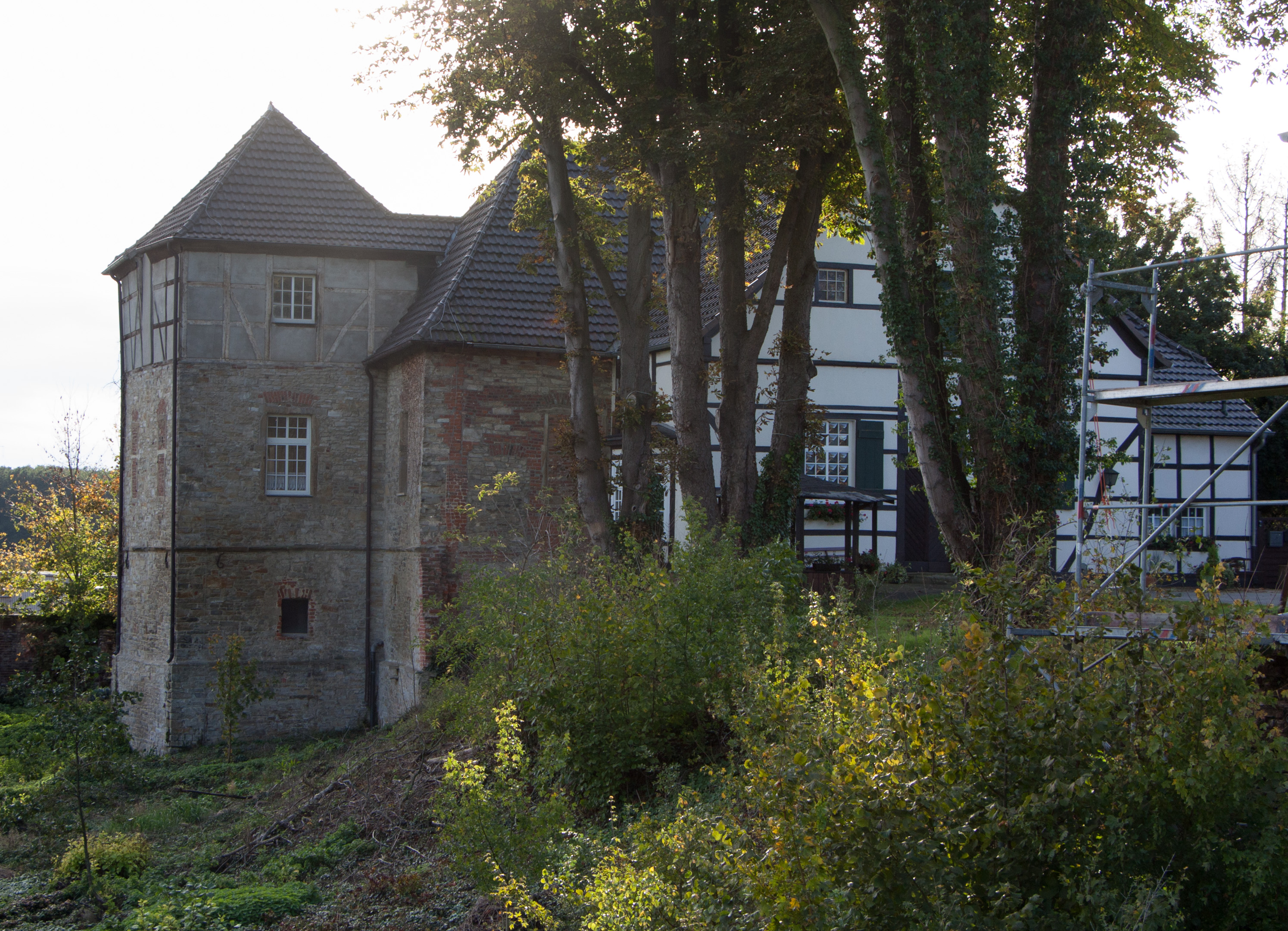
Het kasteelachtige Haus Dahl (privé-woonhuis)